# Middelheimmuseum

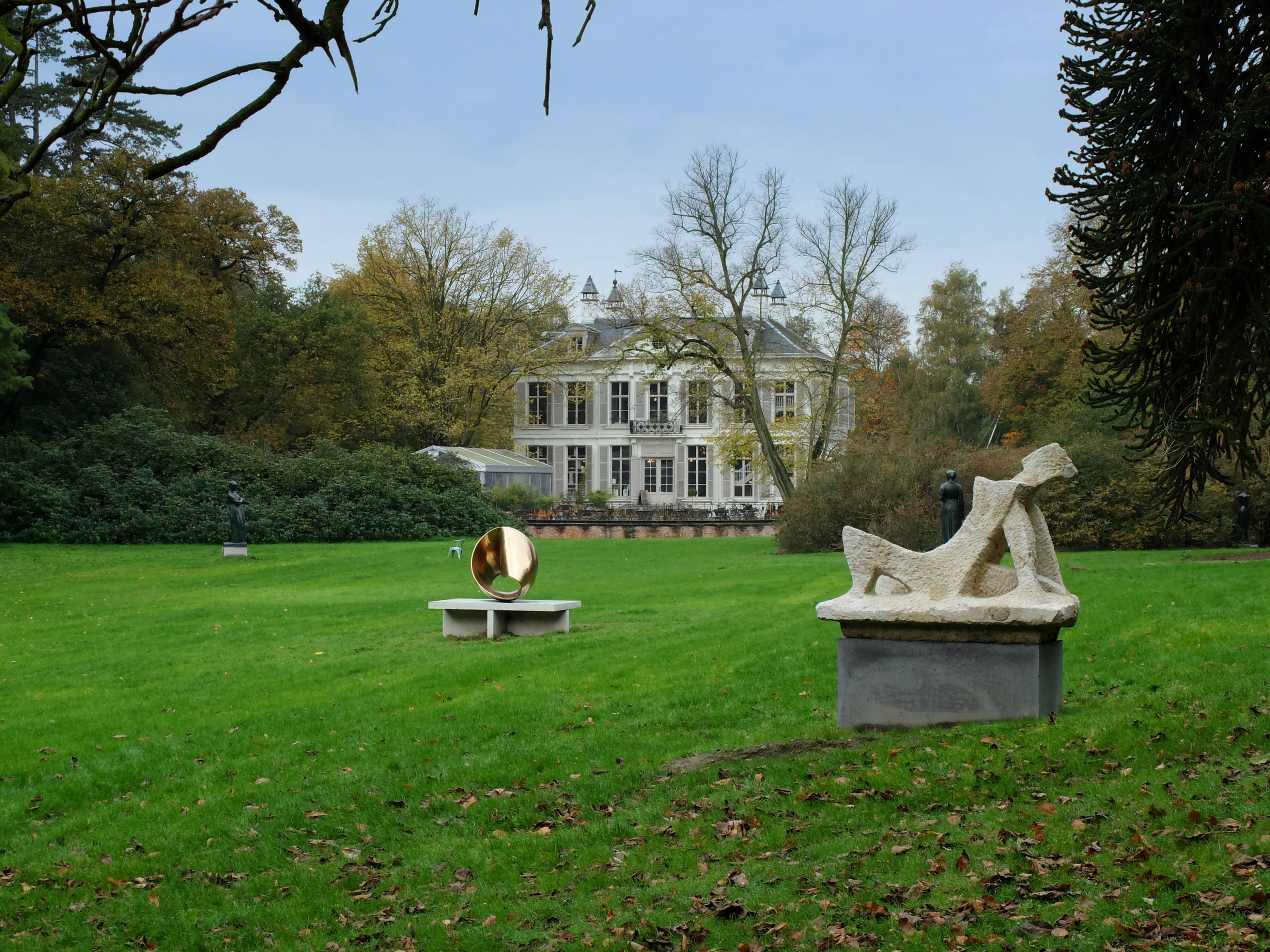
Middelheimmuseum

Das Middelheimmuseum (das sich selbst früher Freilichtmuseum für Bildhauerkunst nannte) ist ein Kunstmuseum für moderne Skulptur und Plastik in Antwerpen in Flandern (Belgien). Mit über 300.000 Besuchern jährlich zählt das Middelheimmuseum zu den größten kulturellen Sehenswürdigkeiten der Stadt Antwerpen. Es ist insbesondere für seinen 27 Hektar großen Skulpturengarten, im Middelheimpark gelegen, bekannt. Die Sammlung mit mehr als 400 Werken (davon mehr als 250 permanent unter freiem Himmel) gibt einen Überblick über mehr als 100 Jahre Skulptur und Plastik, von Auguste Rodin bis heute.
Im Braem-Pavillon können kleinere Werke und empfindlichere Skulpturen aus der Sammlung besichtigt werden.

## Geschichte
Der Skulpturenpark geht auf die Ausstellungsreihe Biennale Middelheim zurück. Die Stadt Antwerpen hatte das Gelände 1910 von privat gekauft, um eine Parzellierung zu verhindern.
Nachdem im Middelheimpark zum ersten Mal 1950 eine internationale Ausstellung gezeigt wurde, beschloss der Stadtrat, einem Vorschlag des damaligen Bürgermeisters Lode Craeybeckx folgend, eine Fläche von 20 Hektar des Parks in ein permanentes Freilichtmuseum für Bildhauerkunst umzuwandeln. Ab dem Jahr 1951 bis 1989 wurde daraufhin alle zwei Jahre im Sommer die internationale Biennale für Bildhauerkunst Middelheim veranstaltet, die große Resonanz erfuhr. Es nahmen jeweils etwa 60 Künstler teil.
Immer wieder wurden ausgestellte Werke für die permanente Sammlung angekauft.
Seit dem Jahr 2000 zeigt das Middelheimmuseum verstärkt temporäre Ausstellungen.

## Sammlung
Die Sammlung umfasst Werke herausragender Bildhauer der Moderne und Gegenwart, unter anderem
- Ai Weiwei (The Bridge Without a Name)
- Carl Andre (74 Weathering Way)
- Hans Arp (Scales Tree, 1947–54)
- Rudolf Belling (Dreiklang, 1919)
- Wander Bertoni (Icarus, 1953)
- Joseph Bernard (Dancing woman and child, 1925)
- Max Bill (Endlose Schleife, 1953–55)
- Chris Burden (Beam Drop Middelheimmuseum, 2009)
- Guillaume Bijl (Roman Street, 1994)
- Alexander Calder (The Dog, 1958)
- Tony Cragg (Envelope)
- Eugène Dodeigne (Kneeling Figure, 1970; Three single people, 1978)
- Jan Fabre (Installation architectural work with guided trees)
- Luciano Fabro (Bagnati)
- Pericle Fazzini (Sibilla, 1947)
- Pablo Gargallo (The Prophet, 1933)
- Émile Gilioli (In Heaven, 1954/55)
- Dan Graham (Belgian Fun, 2004)
- Karl Hartung (Composition II, 1949)
- Bernhard Heiliger (In relation standing figures, 1954)
- Barbara Hepworth (Cantate Domino, 1958)
- Per Kirkeby (Brick Sculpture)
- Georg Kolbe (Large sitting, 1929)
- Henri Laurens (Océanide, 1933)
- Aristide Maillol (River, 1939/43)
- Giacomo Manzù (The dance step, 1950, and Cardinal, 1952)
- Arturo Martini (Invernali, 1931, Chiaro di luna 1932 und Giochi invernali)
- Marcello Mascherini (St. Francis, 1957)
- Bernard Meadows (Pointing figure with a child, 1966)
- Constantin Meunier (The Sower, 1896, und The bump carrier, 1898)
- Henry Moore (King and Queen, 1952–53)
- Louise Nevelson (Sun Disk / Moonshadow V, 1976)
- François Pompon (Polar Bear, 1920)
- Jakob Probst (1952)
- Germaine Richier (The Mantis (Mantis), 1946)
- Auguste Rodin (Balzac in 1892, Bronze Age, 1880, John the Baptist, 1880)
- Roman Signer (Installation Ski anticipation of a container shaped volume)
- Jesús Rafael Soto (Double progression vert et blanc, 1969)
- Drago Tršar (Manifestanten, 1957)
- Timm Ulrichs (Modelhäuser, type Bomarzo, 2001)
- Alberto Viani (Female Torso, 1954)
- Lawrence Weiner
- Franz West
- Rik Wouters (Crazy Violence, 1912, und Homely care, 1913)
- Ossip Zadkine (The Phoenix, 1944)
- Yasuo Mizui (White Flame, 1975)

## Ausgestellte Werke (Auswahl)

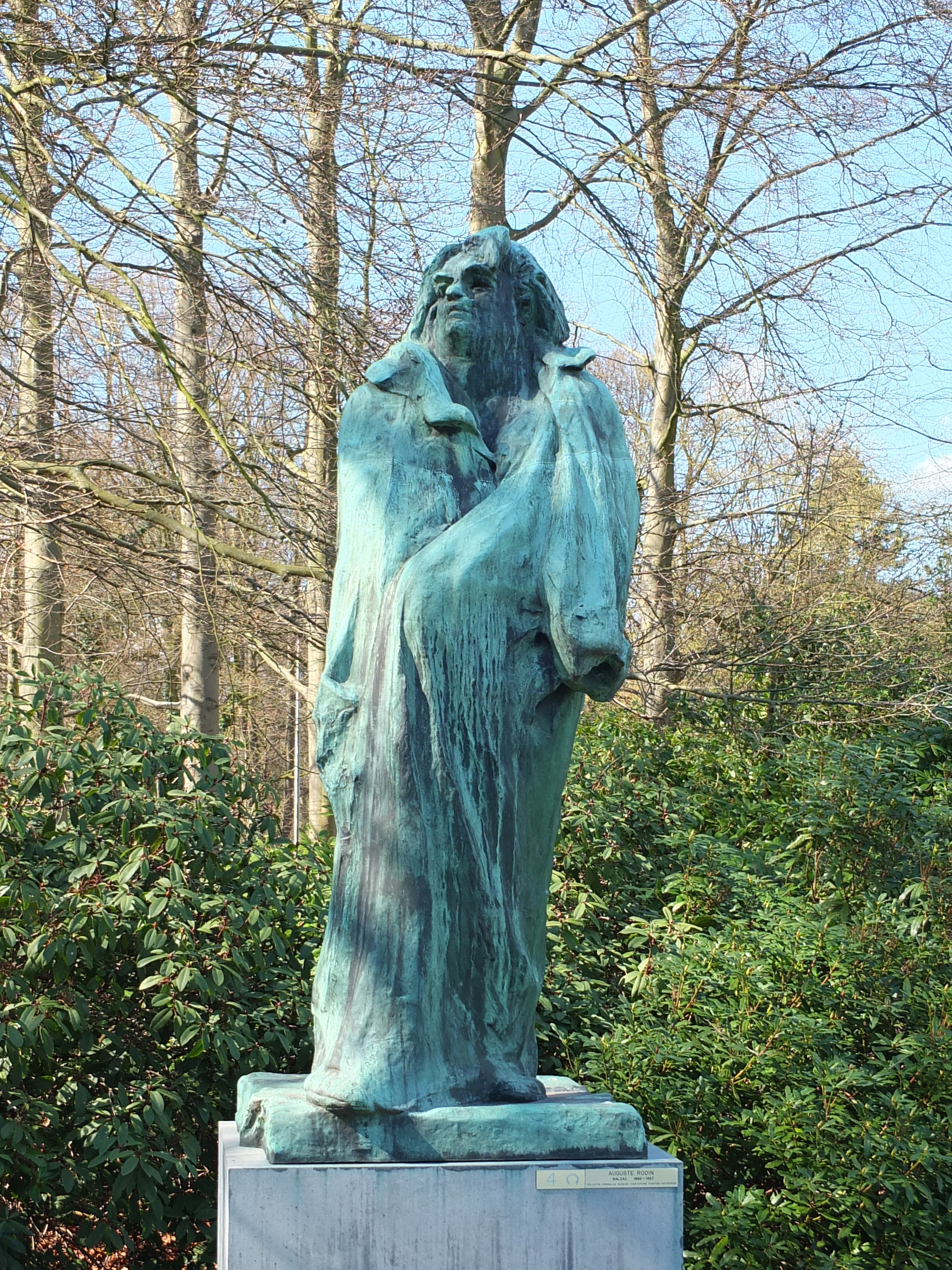
Auguste Rodin: Balzac (1892)
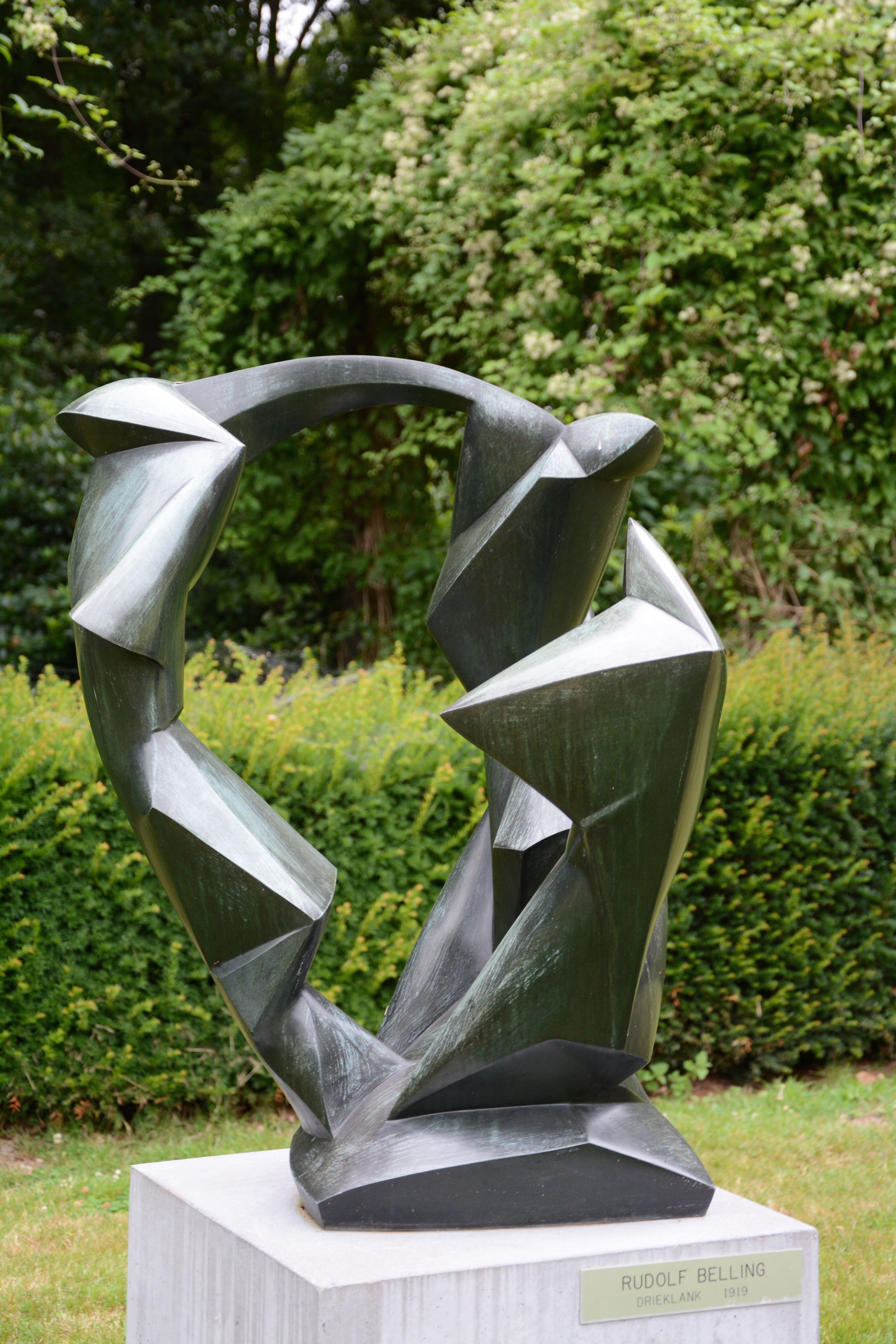
Rudolf Belling: Dreiklang (1919)
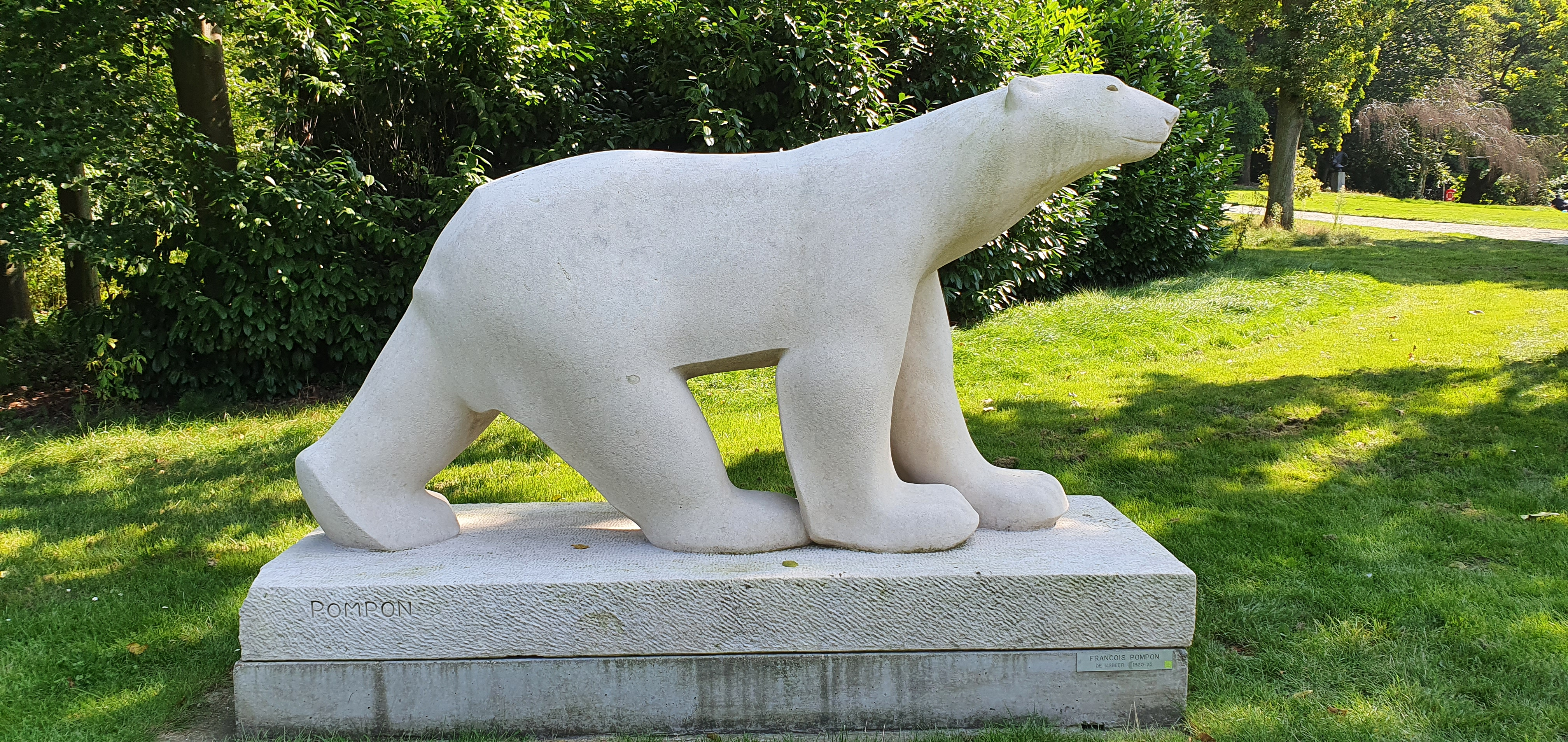
François Pompon: Ours blanc (1920)
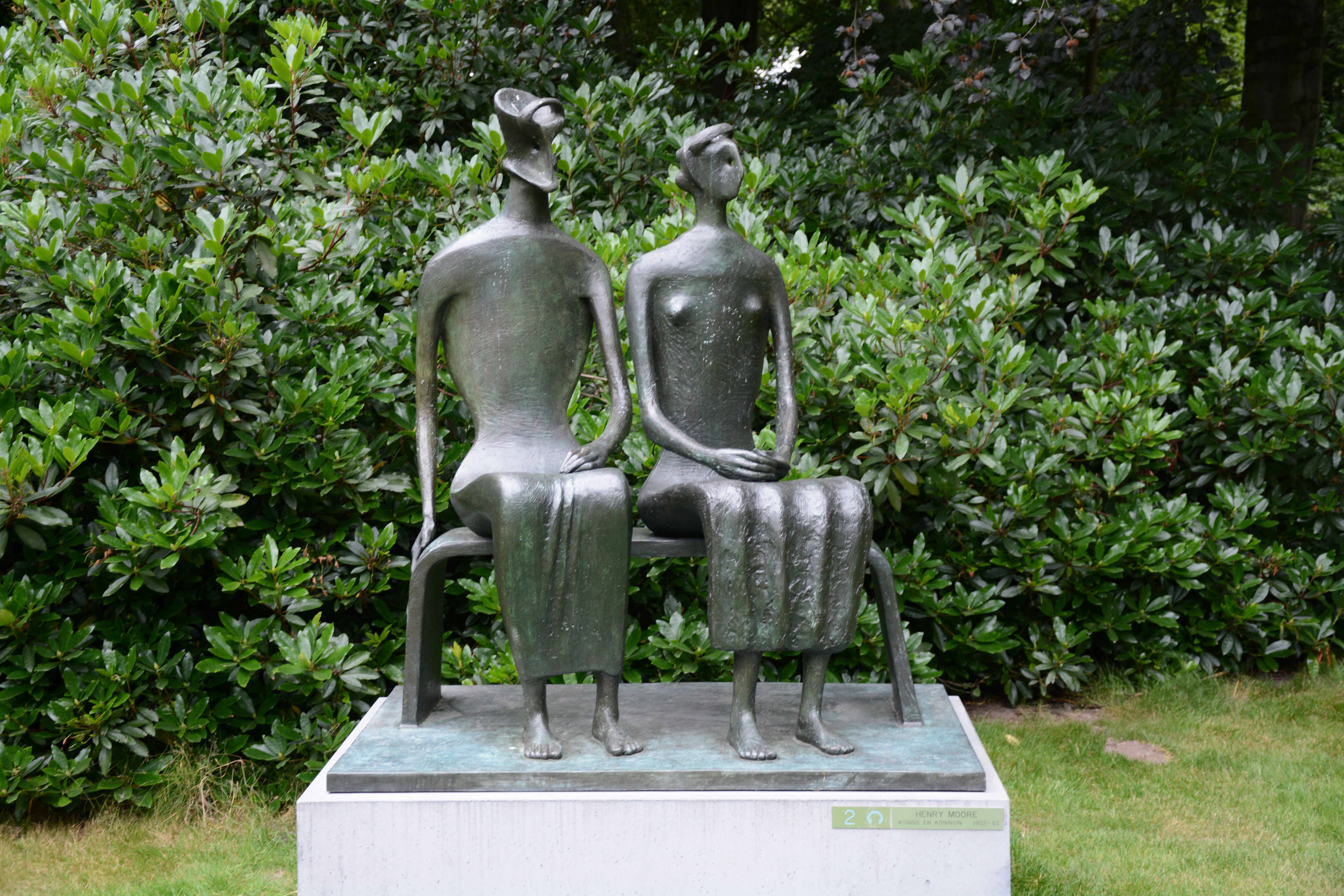
Henry Moore: König und Königin (1952–53)
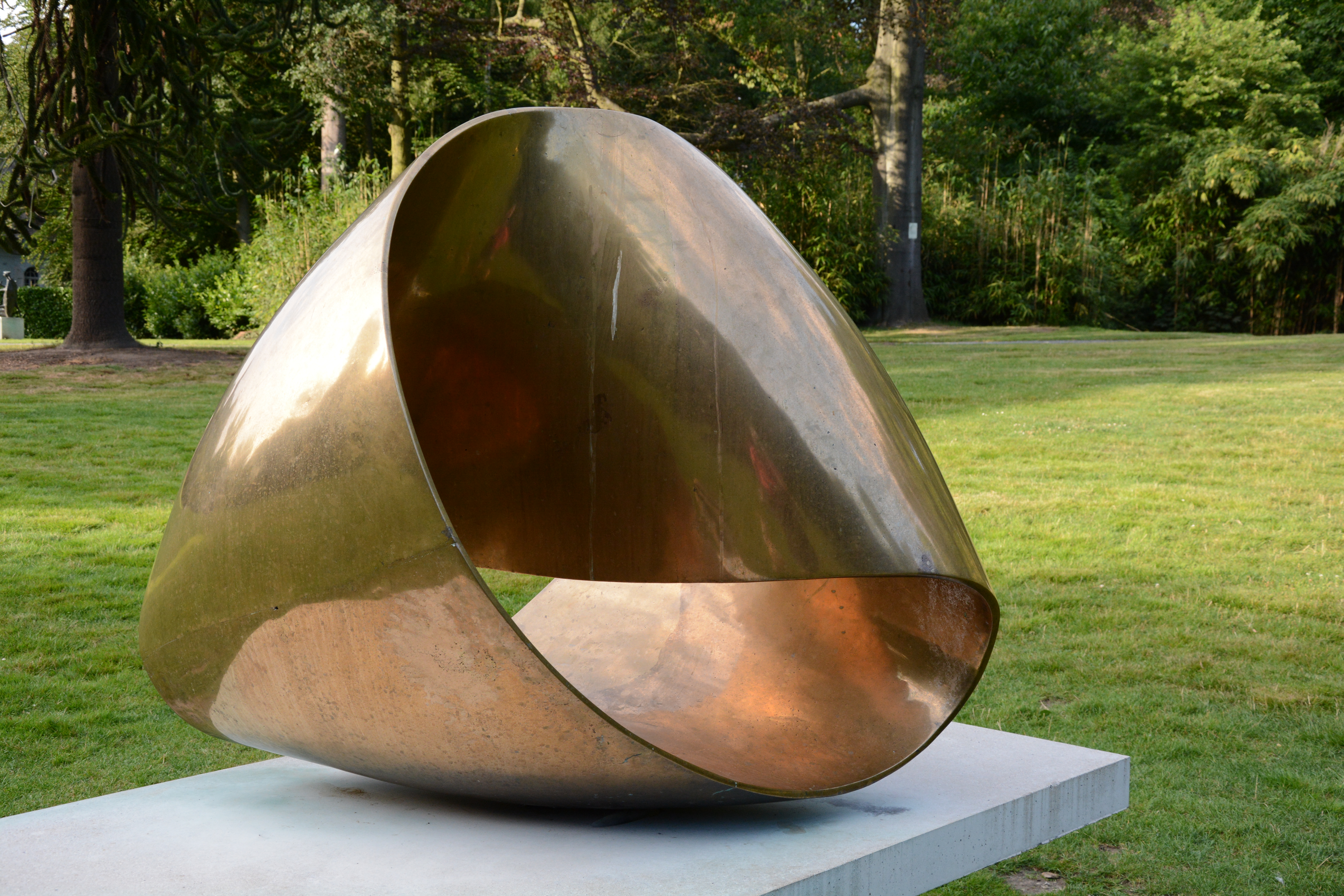
Max Bill: Endlose Schleife (1953–55)
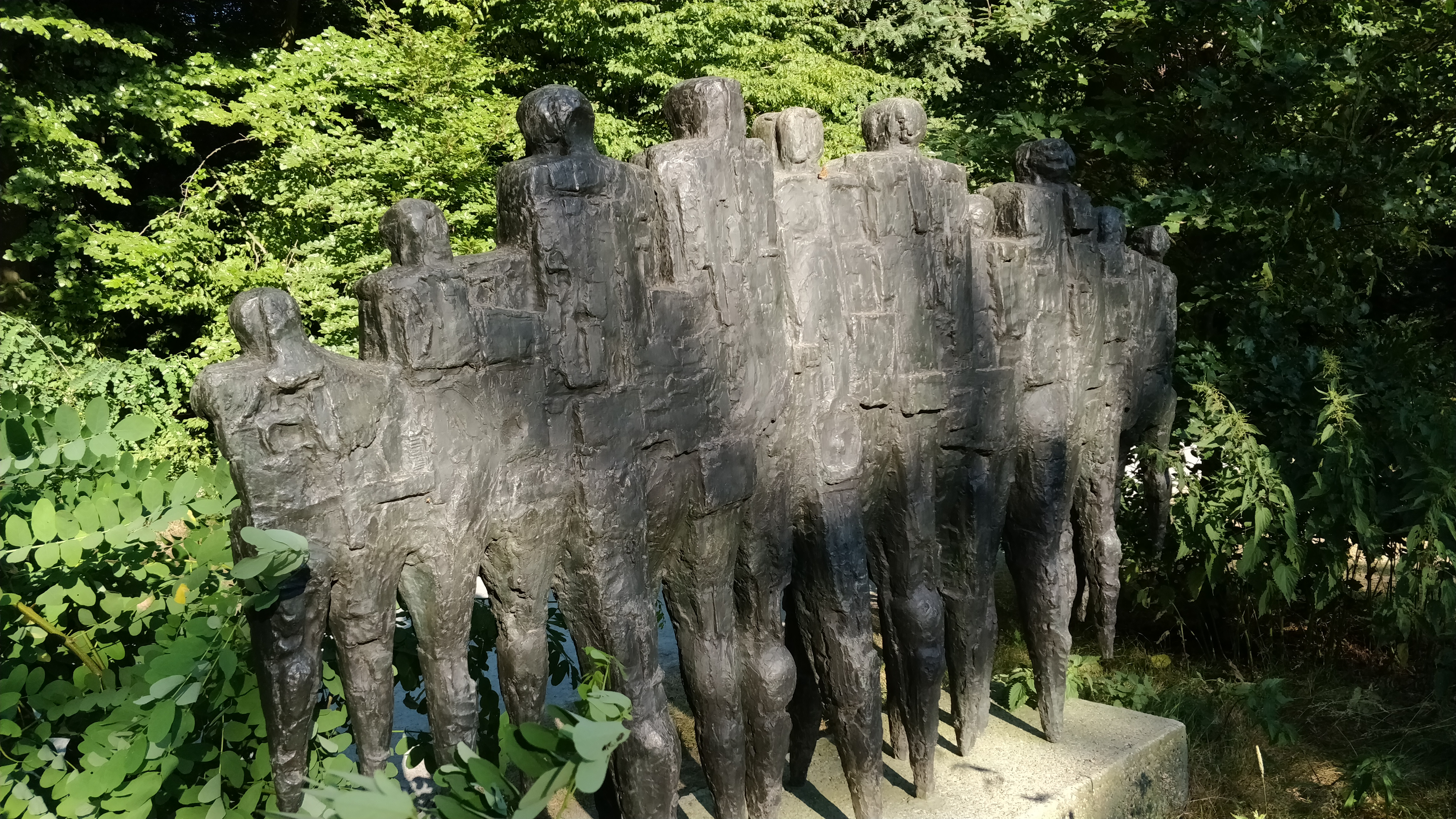
Drago Tršar: Manifestanten (1957)
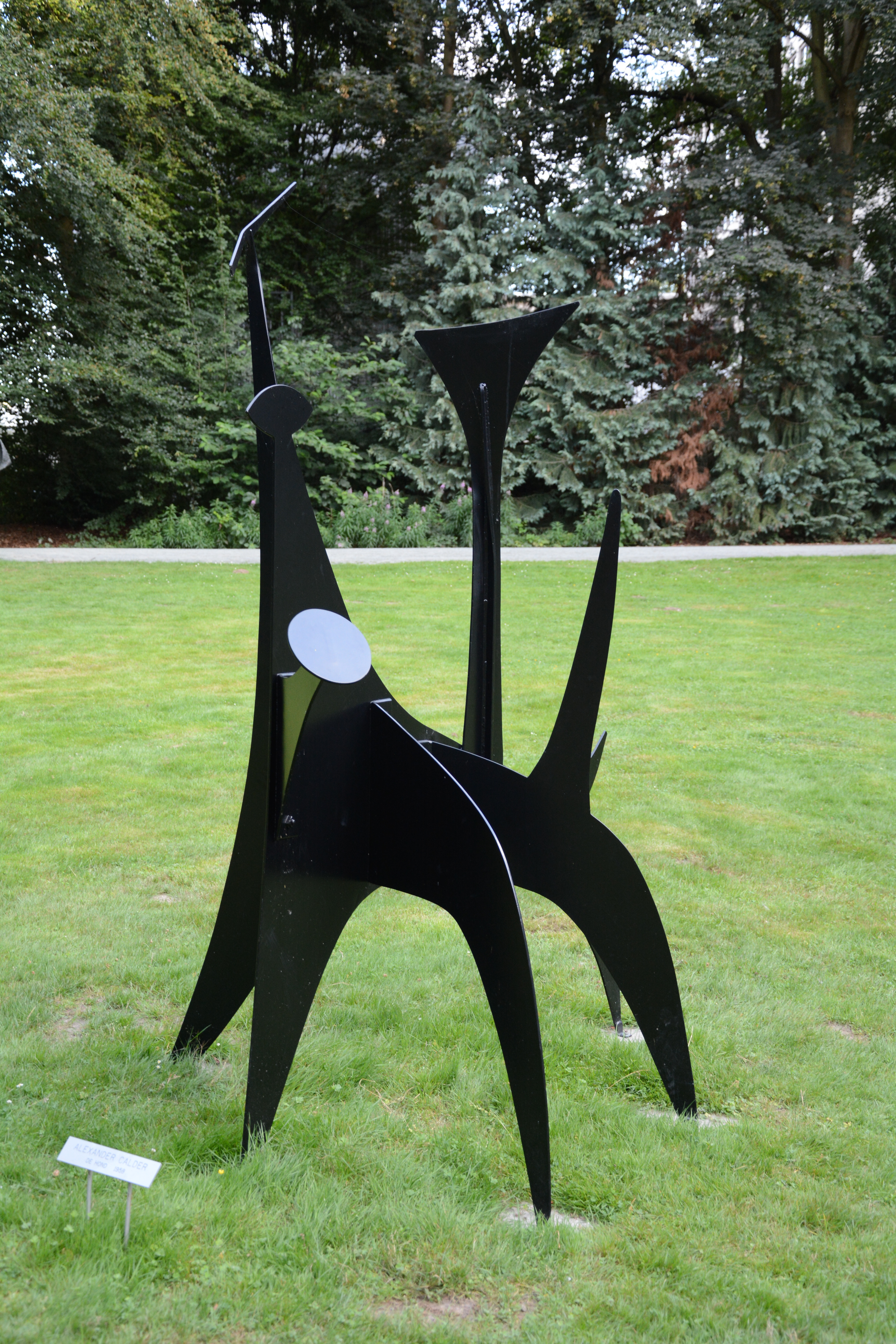
Alexander Calder: Der Hund (1958)
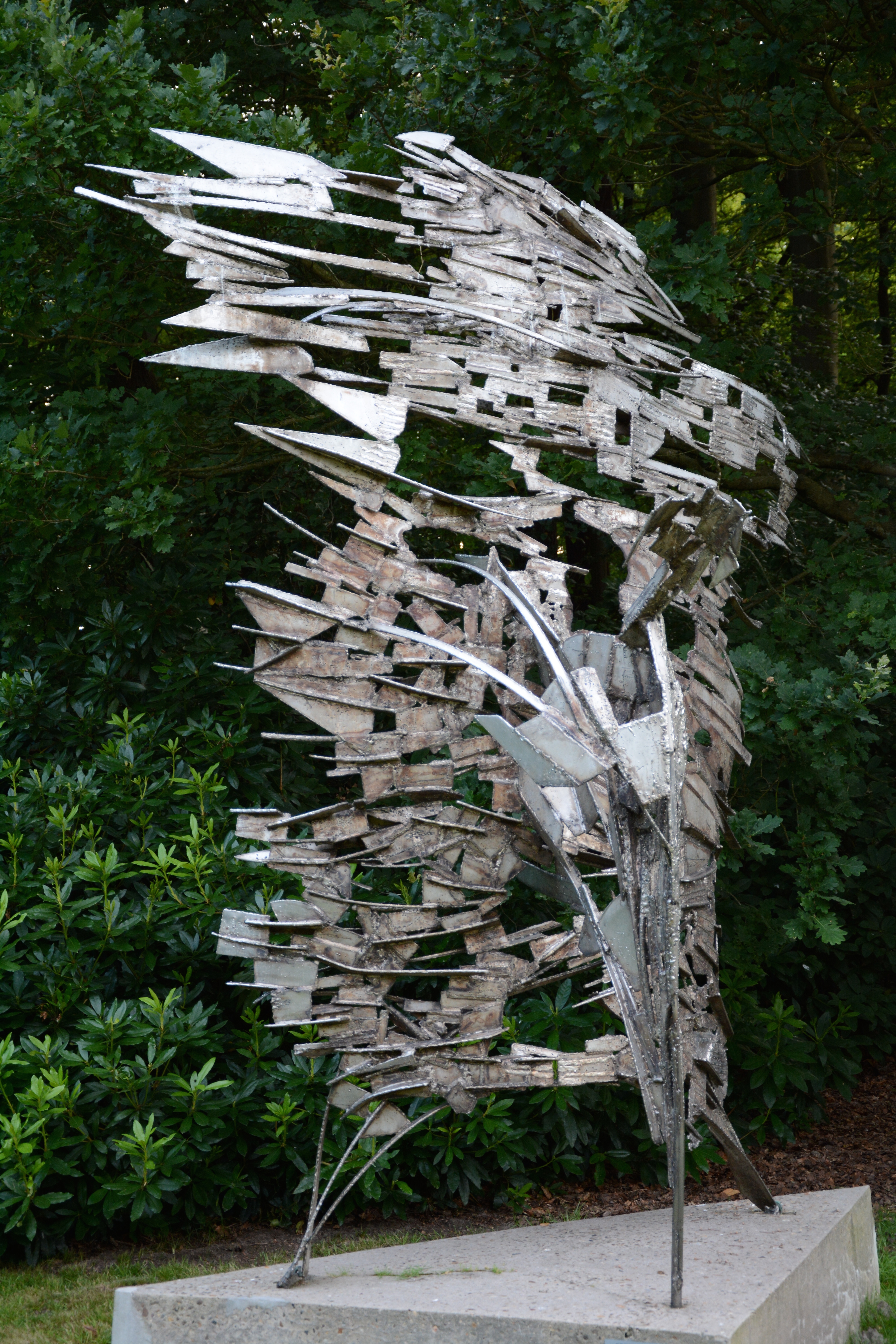
Friederich Werthmann: Die Geflügelte (1964)
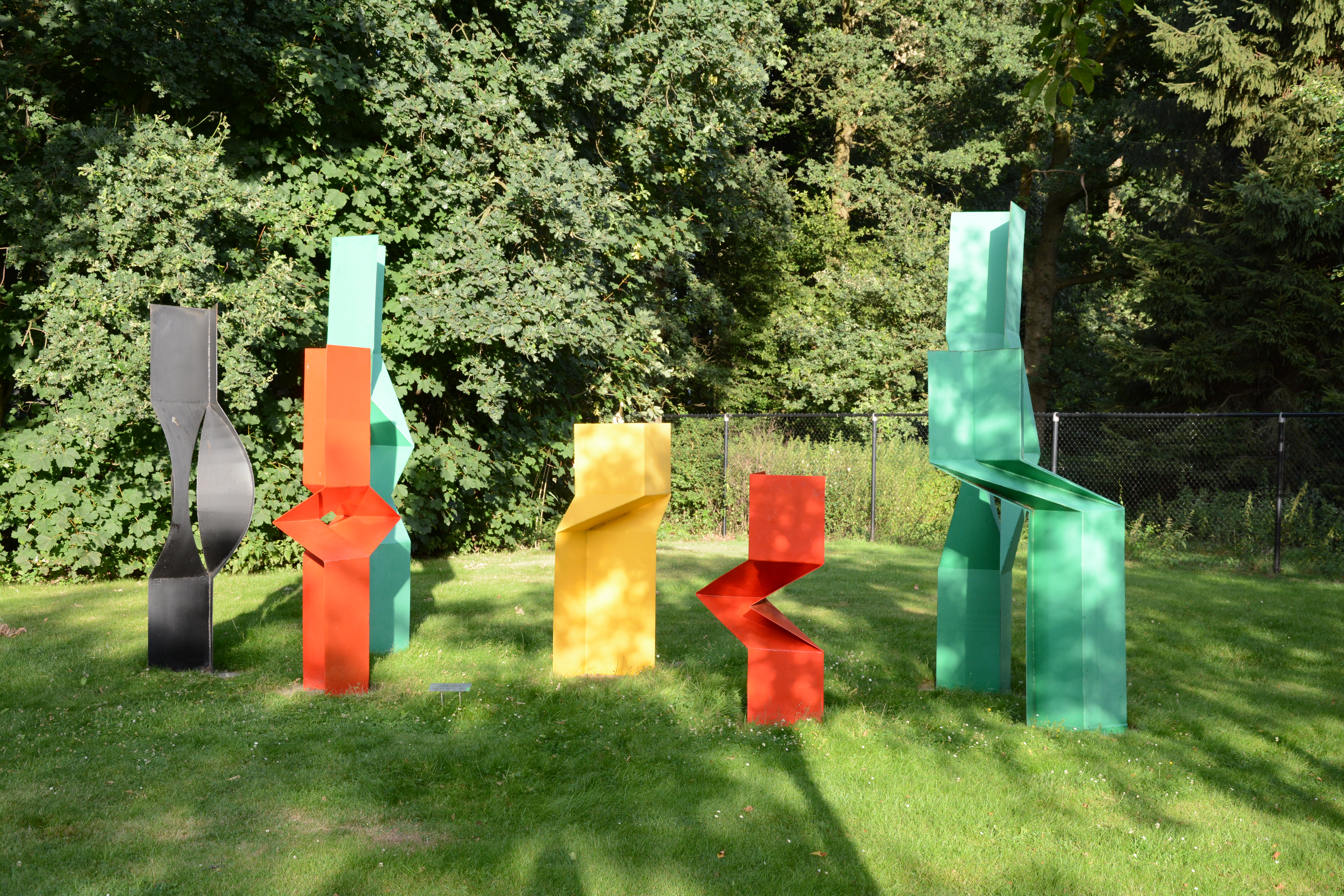
Jorge Dubon: Wald aus Metall (1970)
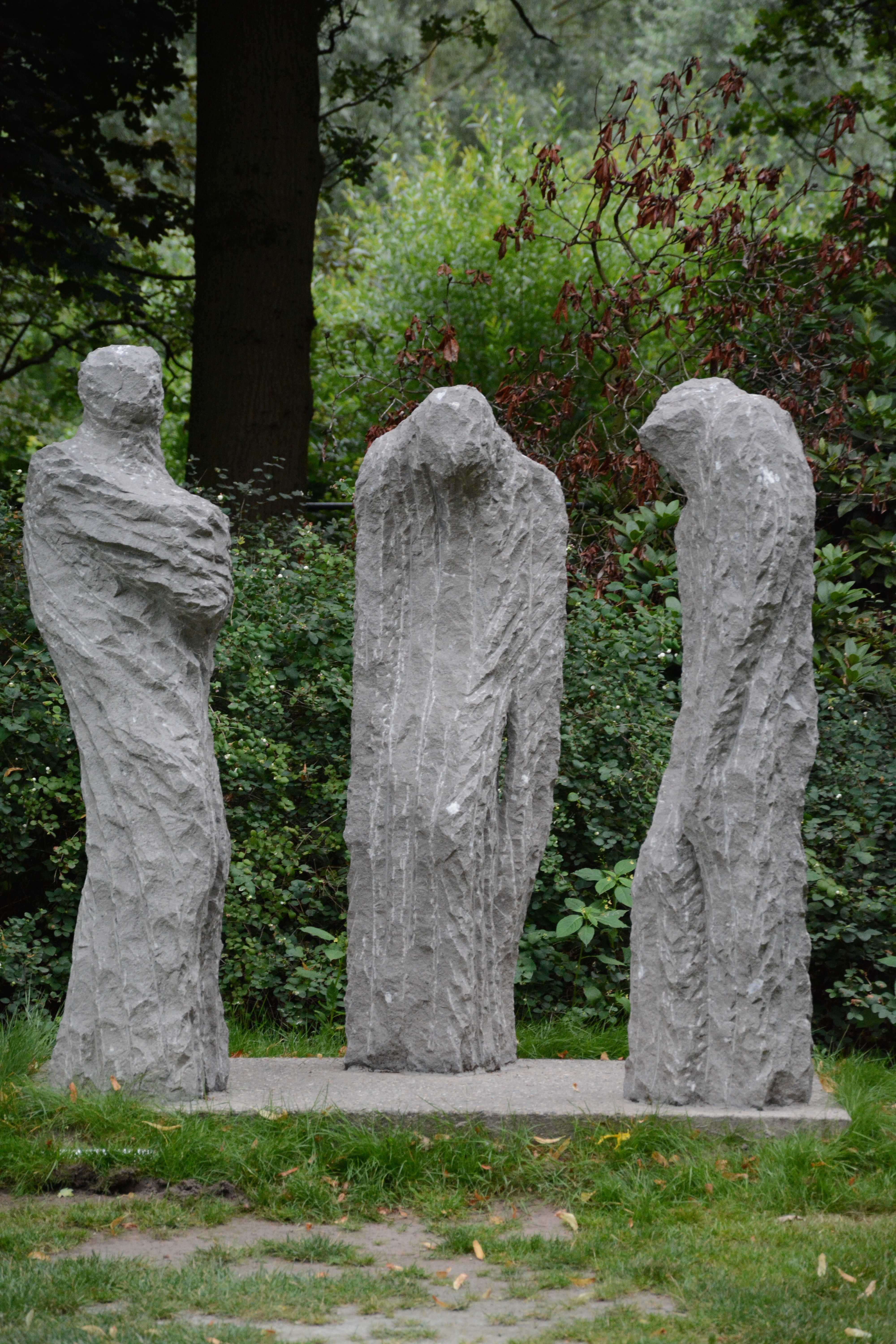
Eugène Dodeigne: Drie staanden (1978)
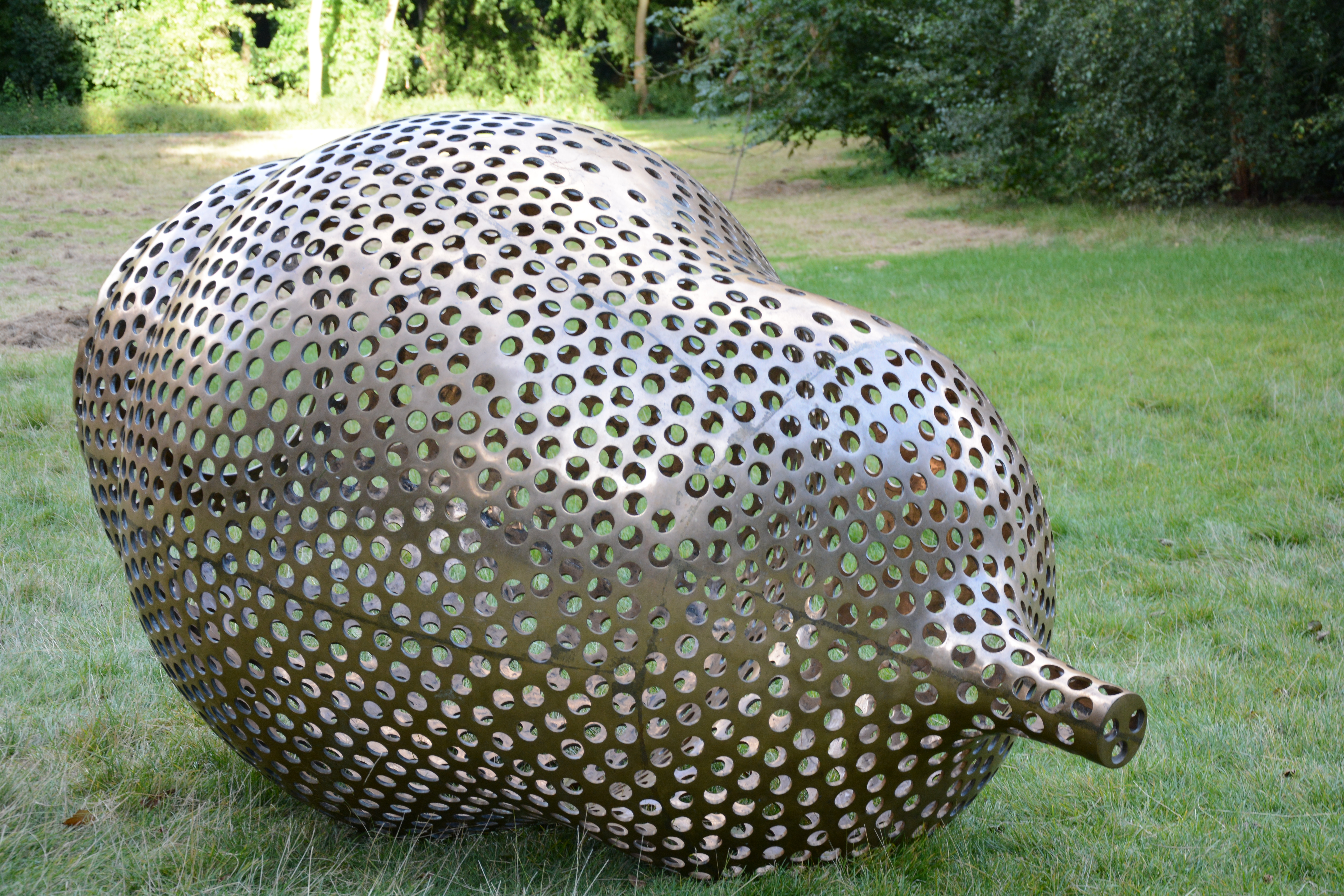
Tony Cragg: Enveloppe (1986)
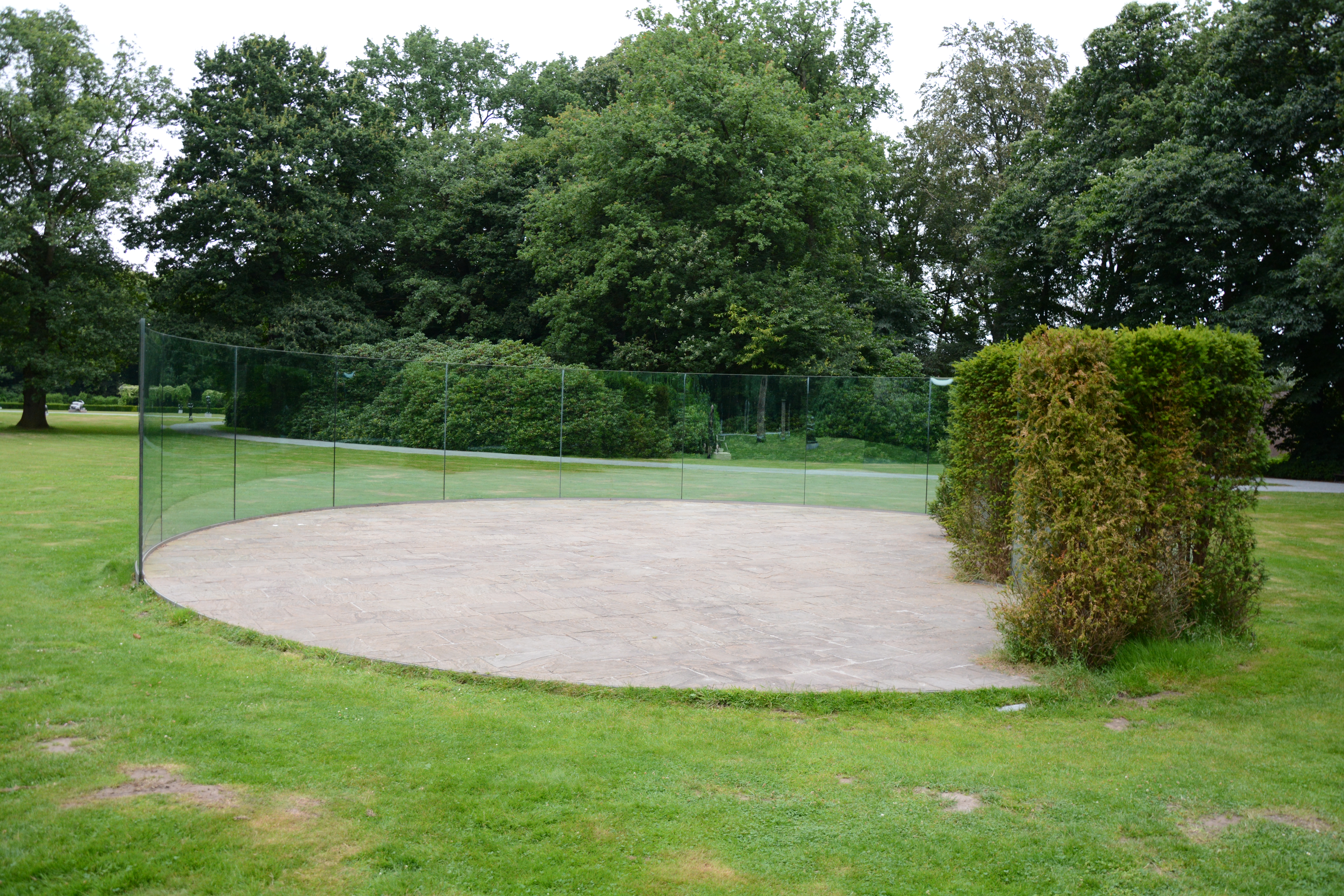
Dan Graham: Belgian Funhouse (2004)
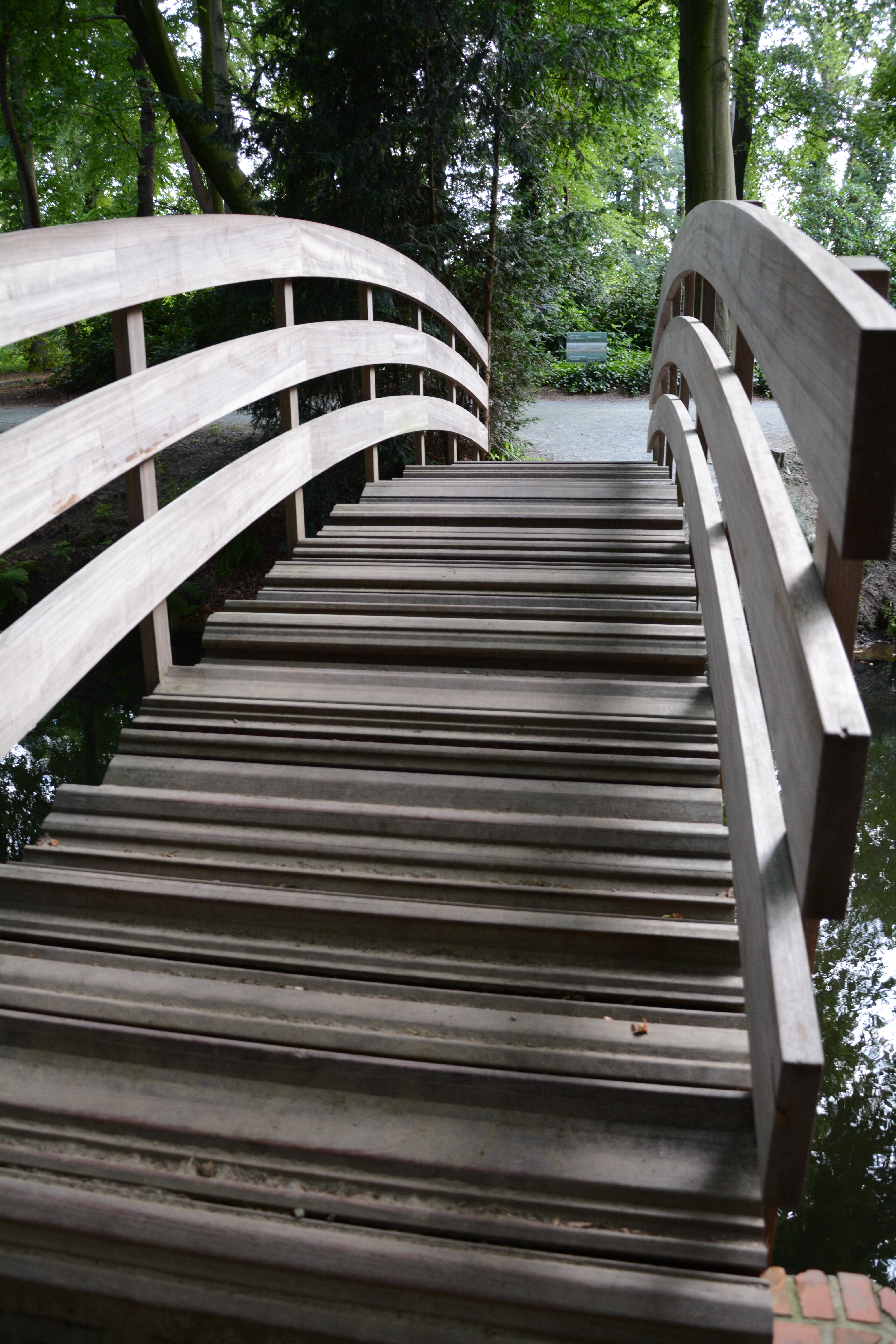
Ai Weiwei: Brücke ohne Namen (2012)